# Micrurus pachecogili
La serpiente coralillo de Tehuacán (Micrurus pachecogili) es una especie de reptil perteneciente a la familia Elapidae. 

## Clasificación y descripción
Esta serpiente de coral de tamaño medio llega a alcanzar una longitud hocico-cloaca de 700 mm, la cola es corta, siendo el 9.5 % de la longitud total del cuerpo. La cabeza está ligeramente diferenciada del cuello. Los ojos son pequeños y la pupila es redonda. No presenta escama loreal. Tiene un total de 15 hileras de escamas lisas alrededor del cuerpo. No tiene fosetas apicales. Escama anal dividida.
La coloración en esta especie consiste en un patrón típico de anillos brillantes cuyo orden es rojo-amarillo-negro-amarillo, estos anillos son completos, encontrándose alrededor del cuerpo. Los anillos rojos son aproximadamente del mismo ancho que los amarillos, aunque en algunos especímenes jóvenes estos son estrechos posteriormente. En algunas escamas de los anillos rojos, se pueden apreciar pequeñas manchitas negras. Una mancha negra en la punta del hocico cubre la escama rostral hasta la tercera escama supralabial, llegando hasta la mitad de la escama frontal, aproximadamente la mitad de la mental y las tres primeras infralabiales son negras. El anillo nucal negro toca la punta de las escamas parietales abarcando posteriormente cinco escamas. La cola está constituida por solo anillos negros y amarillos.

## Distribución
Es una especie endémica al Valle de Tehuacán-Cuicatlán. La especie fue descrita originalmente para los alrededores de Zapotitlán Salinas, Puebla, posteriormente fue documentada cerca de Tehuacán y recientemente fue registrada en la Cañada de Cuicatlán, Oaxaca.

## Hábitat
Esta rara especie habita en matorral xerófilo y bosque tropical caducifolio a una altitud de 620 a 1540 m s. n. m. Es de hábitos terrestres. Se han encontrado individuos activos durante el crepúsculo. Este coralillo puede alimentarse de culebras pequeñas como pueden ser Conopsis lineata, Tantilla bocourti y Rena maxima. En el paraje conocido como Agua de Burro, San Juan Raya se documentó el 13 de julio de 2010 un individuo de M. pachecogili alimentándose de un ejemplar de Trimorphodon tau. También se observó en Zapotitlán Salinas a un individuo de M. pachecogili regurgitando un espécimen de T. tau. Es una especie ovípara. Algunas personas (Tehuacán-Cuicatlán) comentan que es más común observar a esta especie en los meses de diciembre a febrero.

## Estado de conservación
Se encuentra catalogada como datos insuficientes (DD) en la IUCN.